# Charles Szlakmann
Charles Szlakmann est un écrivain et dessinateur de presse français né en 1946.
Spécialisé dans le portrait, il a notamment illustré les unes du Monde et les pages intérieures des Échos. En parallèle, il a rédigé plusieurs ouvrages à thème religieux, historique et sociologique. Aujourd'hui, il poursuit ses recherches dans ces mêmes domaines. Charles Szlakmann est diplômé de Sciences Po Paris.
Charles Szlakmann publie, en mars 2013, Le patrimoine juif en France aux éditions Ouest-France. Un guide iconographique, présentant environ 70 synagogues, musées et lieux de mémoire.